# 水野忠元
水野 忠元（みずの ただもと）は、江戸時代初期の大名。水野忠守の三男で、徳川家康の従弟にあたる。徳川秀忠の側近を務め、大坂の陣後に下総山川藩3万5000石の藩主となった。
忠元の家は有力譜代大名として三河岡崎藩や肥前唐津藩などに移されながら存続し、老中3人（忠之、忠邦、忠精）を出している。忠元は藩祖として崇敬の対象になった。

## 生涯
天正4年（1576年）生まれ。父は尾張国知多郡の緒川城主であった水野忠守。忠守は徳川家康の母・於大の方の兄弟であるため、家康から見れば従弟にあたる。家康の命により、幼少時より徳川秀忠（天正7年（1579年）生まれ）に仕えた。
徳川家康の関東入部後、相模国に知行地を与えられる。『寛政重修諸家譜』（以後『寛政譜』）での父・忠守の記事によれば、相模国沼目郷（現在の神奈川県伊勢原市沼目付近）が忠元の領地で、忠守はここで隠居後の生活を送り、慶長5年（1600年）に没している。
慶長10年（1605年）の秀忠への将軍宣下拝賀の際に扈従し、従五位下に叙任。のちに小姓組番頭に就任した。同時期の小姓組番頭は他に5名おり、それぞれ井上正就、板倉重宗、日下部正冬、大久保教隆、成瀬正武である。
慶長19年（1614年）の大坂冬の陣には配下の士を率いて供奉。翌慶長20年/元和元年（1615年）の大坂夏の陣に参戦し、首級5つを挙げた。その後、西丸書院番頭に転じる。山川入封前には、相模国沼目郷・下野国皆川領（現在の栃木県栃木市皆川地区付近）などに所領があったという。
元和2年（1616年）、水野忠元は下総国山川領（現在の茨城県結城市山川地区付近）の領主となり、3万石の大名となった（下総山川藩）。忠元の入封時の領知は下総山川領・同結城領・下野鹿沼領で各1万石であったという。翌元和3年（1617年）、徳川秀忠の日光社参の際に忠元は鹿沼領の大沢（現在の日光市大沢）に御殿を新築して饗応したことから、近江国蒲生郡で5000石を加増された。
忠元は、山川城（戦国期以来の城郭で山川綾戸城とも呼ばれる。現在の結城市山川新宿）を修築し、城下町の建設に尽力して藩政の基礎を固めた。
元和6年（1620年）10月6日、忠元は45歳で死去。自らが開基となった山川の万松寺に葬られた。
嫡男の水野忠善が家督を継いだが、9歳と幼少であったため、徳川秀忠の命で井上正就（遠江国横須賀藩主）が後見人に付けられた。水野忠元と井上正就が知己の関係にあったからという。

## 墓所と崇敬

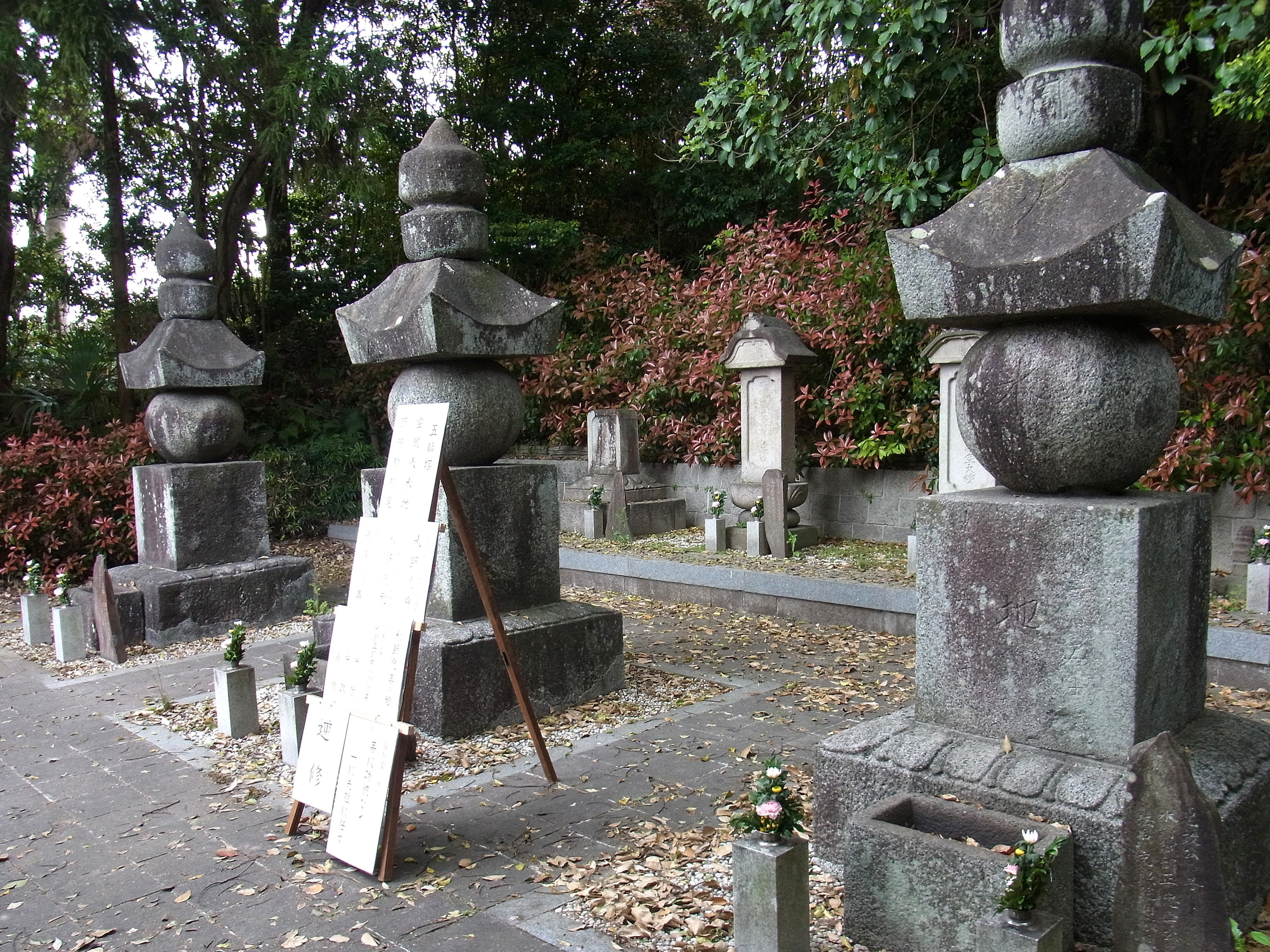
乾坤院にある忠元の墓（前列真ん中）

忠元の父・水野忠守が城主を務めていた緒川城跡に程近い愛知県知多郡東浦町の乾坤院には、寛文10年（1670年）に岡崎城主となっていた水野忠善により、水野家歴代の位牌を祀る「堅雄堂」が設けられた。この寺には水野家四代（水野忠政、忠守、忠元、忠善）の墓所も設けられている（「水野家四代の墓所」として東浦町指定文化財）。

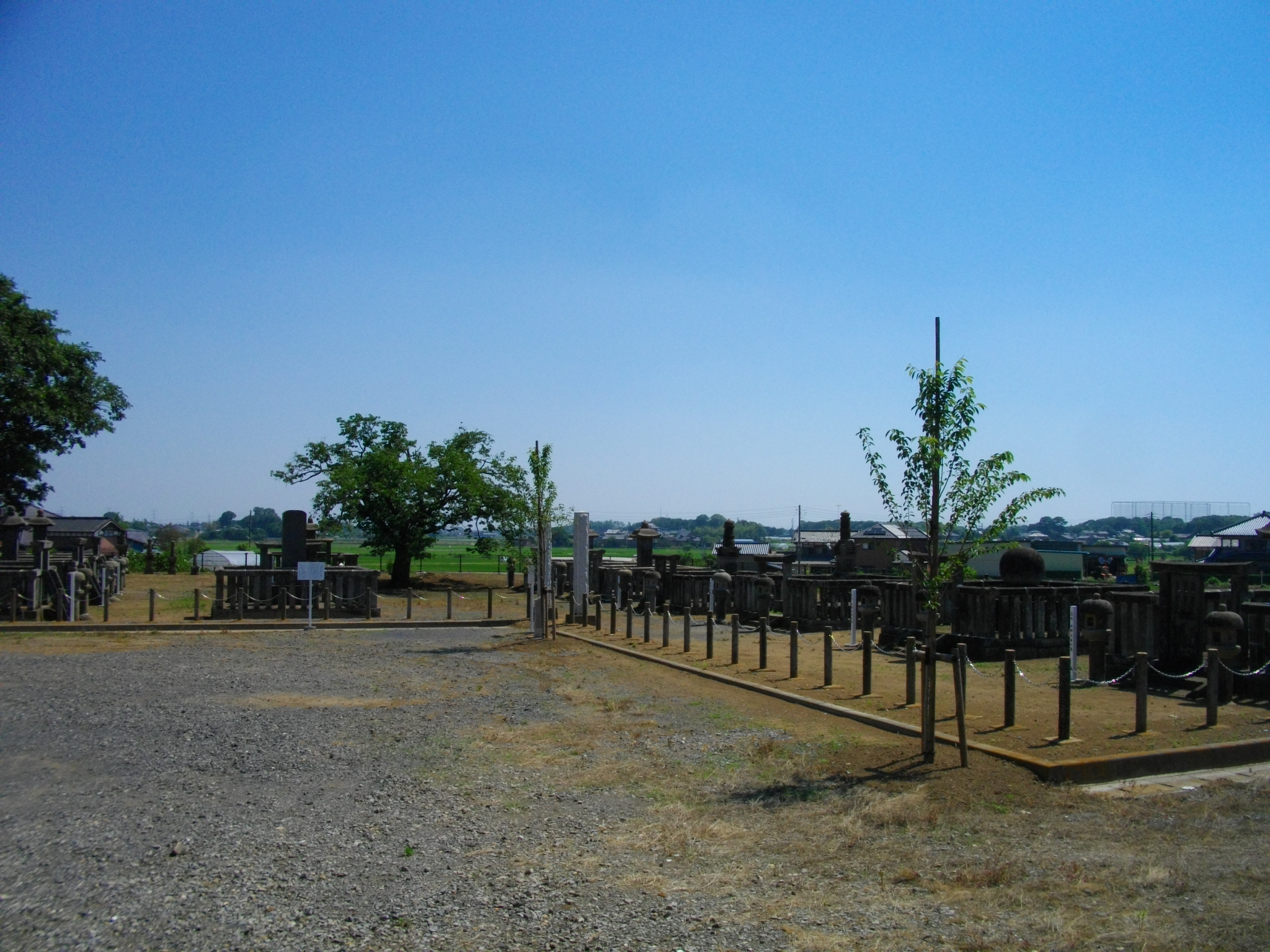
山川にある水野家墓所

忠元末裔の水野家（水野監物家、山川水野家などとも呼ばれる）は数度の転封を受けたが、はじめて大名に取り立てられた「藩祖」忠元の墓所がある山川の万松寺を代々の葬地とした。このため、天保の改革で知られる水野忠邦の墓が山川にある。万松寺は安政2年（1855年）に焼失し、再建されないまま明治4年（1871年）に廃寺となった。現在は寺の跡地に「山川水野家墓所」のみが残されており、忠邦まで歴代の墓がある（「山川水野家墓所」として結城市指定史跡、「水野越前守忠邦の墓」については茨城県指定史跡）。

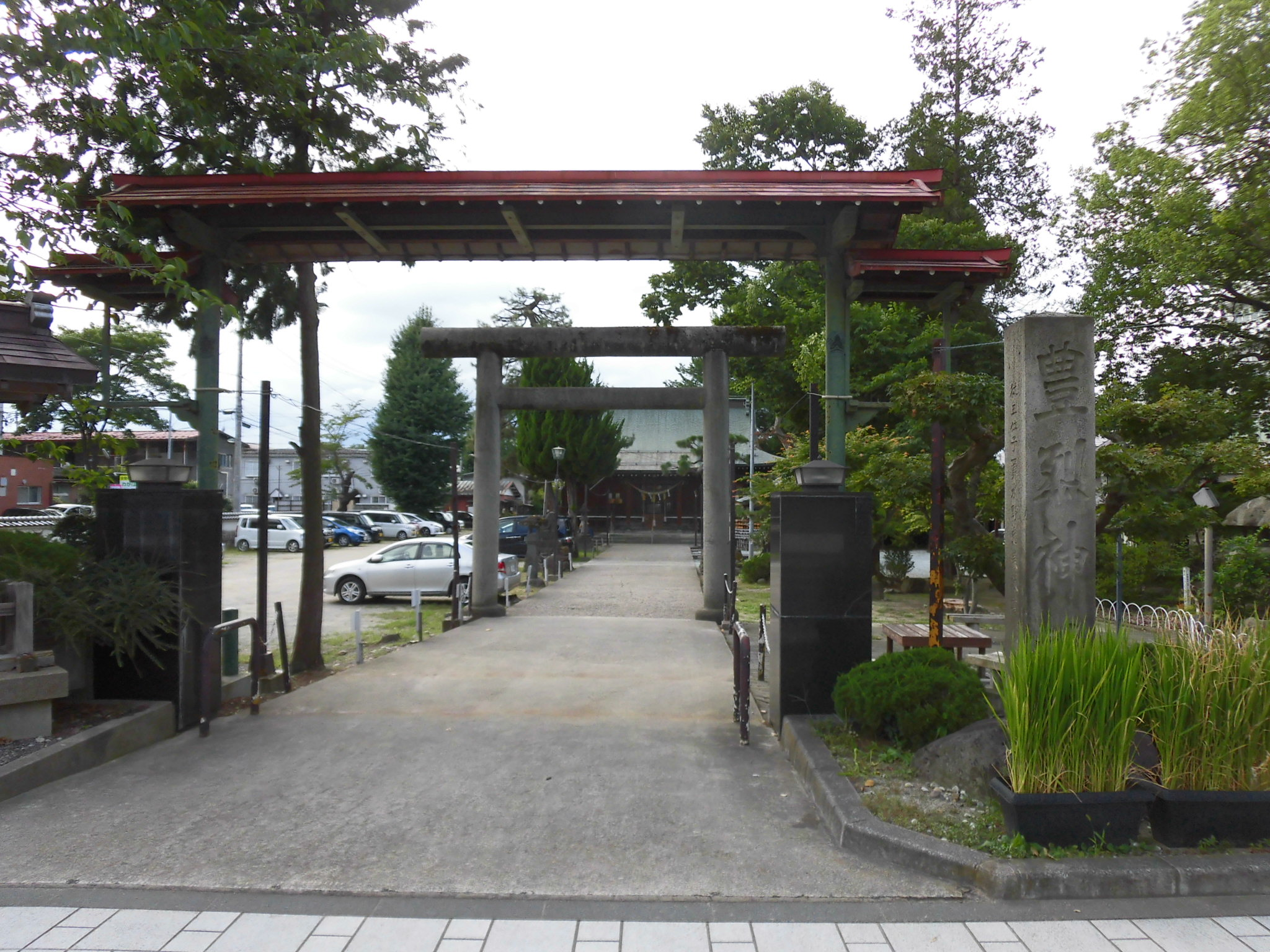
山形市の豊烈神社

山形県山形市にある豊烈神社は、忠元を主祭神のうちの一柱「豊烈霊神」として祀る。文政4年（1821年）、浜松藩主水野忠邦が浜松城内で藩祖の忠元を祀り、この際に朝廷より「豊烈霊神」の神号を与えられた。弘化5年（1848年）には忠邦の子・水野忠精が山形藩に移されたことから、山形城内に遷座。明治3年（1870年）には忠元ゆかりの地である下総山川に遷座している。その後、山形市の現在地に分社が造営され、大正2年（1913年）に本社が山川から山形に遷座し分社と合併した。なお、浜松城で忠邦が忠元を祀った際に打毬を奉納したことが由来となり、山形の豊烈神社は古式打毬を伝えていることでも知られている（「豊烈神社の打毬」として山形県無形民俗文化財）。

## 系譜
『寛政重修諸家譜』によれば、2男3女がある。
特記事項のない限り、『寛政重修諸家譜』による。子の続柄の後に記した ( ) 内の数字は、『寛政譜』の記載順。
- 父：水野忠守
- 母：某氏
- 正室：三浦為春（紀州徳川家家臣）の娘・高松院[16]
  - 二男(5)：水野忠久
- 生母不詳の子女
  - 女子(1) - 有馬豊長の妻
  - 女子(2) - 水野重良（紀州藩家老）の妻
  - 長男(3)：水野忠善 - 家督を継ぐ。最終的に三河岡崎藩主（5万石）
  - 女子(4) - 佐野政信の妻

### 補足
- 正室の子であるが二男の忠久は別家を立て、のちに忠善から新田領を分与されて5000石の大身旗本となり、書院番頭を務めた[17]。
- 二女が嫁いだ水野重良は水野重央の子で、忠元の叔父（忠守の弟）とされる水野忠分の孫にあたる。
- 鎌倉にあった寿延山高松寺は、同寺の梵鐘の銘（『新編鎌倉志』所引）によれば忠元の正室である三浦氏（高松院日仙）が創建した尼寺である[16]。『新編相模国風土記稿』によれば、高松院が没した翌年の寛永19年（1642年）に水野重良が追福のために創建した[16]。なお、高松寺は関東大震災による全壊などを経て、昭和初年に宮城県栗原郡（現在の宮城県栗原市若柳）に移転している[16]。